# 蛇夫座ρ星云复合体
蛇夫座ρ星云复合体（Rho Ophiuchi cloud complex）是一個位於蛇夫座恆星蛇夫座ρ南方1°的暗星雲。該星雲距離地球約131 ± 3 秒差距，是距離太陽系最近的恆星形成區域之一。

## 概要
蛇夫座ρ星云复合体在天球上覆蓋了4.5° × 6.5°的面積。該星雲實際上包含兩個主要的濃密氣體與塵埃聚集區。第一個包含一個恆星形成雲氣（L1688）和兩個絲狀結構體區域（L1709和L1755）；第二個區域則包含恆星形成區 L1689和絲狀結構體（L1712–L1729）。這些絲狀體的長度為10–17.5秒差距，但寬度只有0.24秒差距。部分絲狀體的複雜結構在外觀上可能是鄰近的天蠍OB2星協發出的震波波前通過雲氣所造成。
蛇夫座ρ星云复合体的雲氣溫度在13到22 K之間，並且總質量為太陽的3000倍。該複合體超過一半的質量聚集於 L1688 周圍，是複合體中恆星形成最活躍的區域。複合體中有多個紅外線源，在L1688周圍就找到了425個紅外線源。這些紅外線源被認為是初期恆星體（YSO），其中包含16個原恆星、123個帶有濃密星周盤的金牛T星、77個星周盤較稀薄的金牛T星。後兩類初期恆星體的年齡大約是10到100萬年。
在恆星形成區域發現的第一顆棕矮星 Rho Oph J162349.8-242601 就位於蛇夫座ρ星云复合体。在主要恆星形成區邊緣發現的其中一顆年齡較老天體帶有幾乎是側面面對地球的星周盤。該星周盤的直徑約300天文單位，並且質量至少是木星的兩倍。星周盤中間約100萬年的恆星表面溫度約 3,000 K，並且光度是太陽的0.4倍。

## 圖集

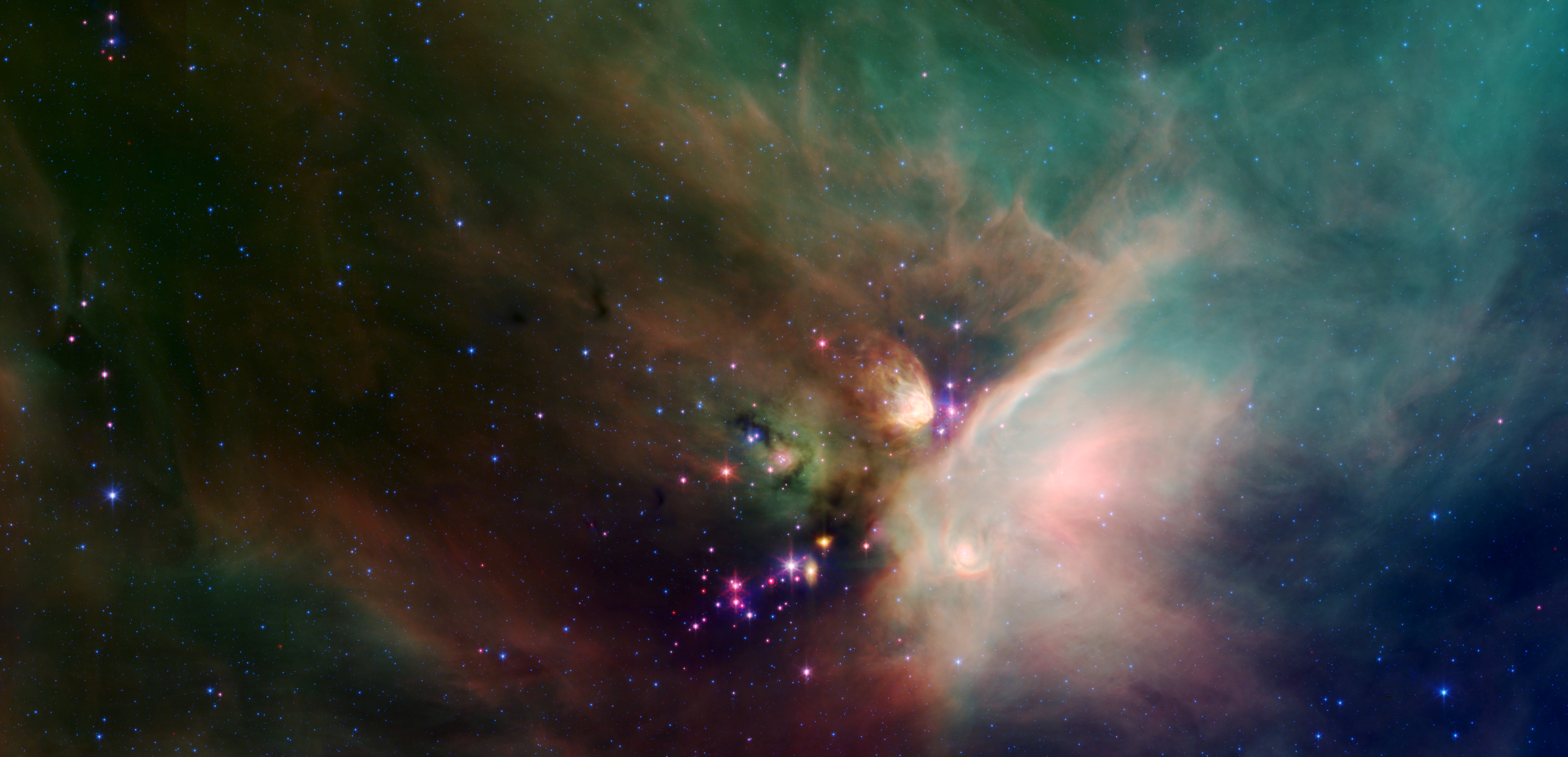
蛇夫座ρ星云复合体的假色影像。
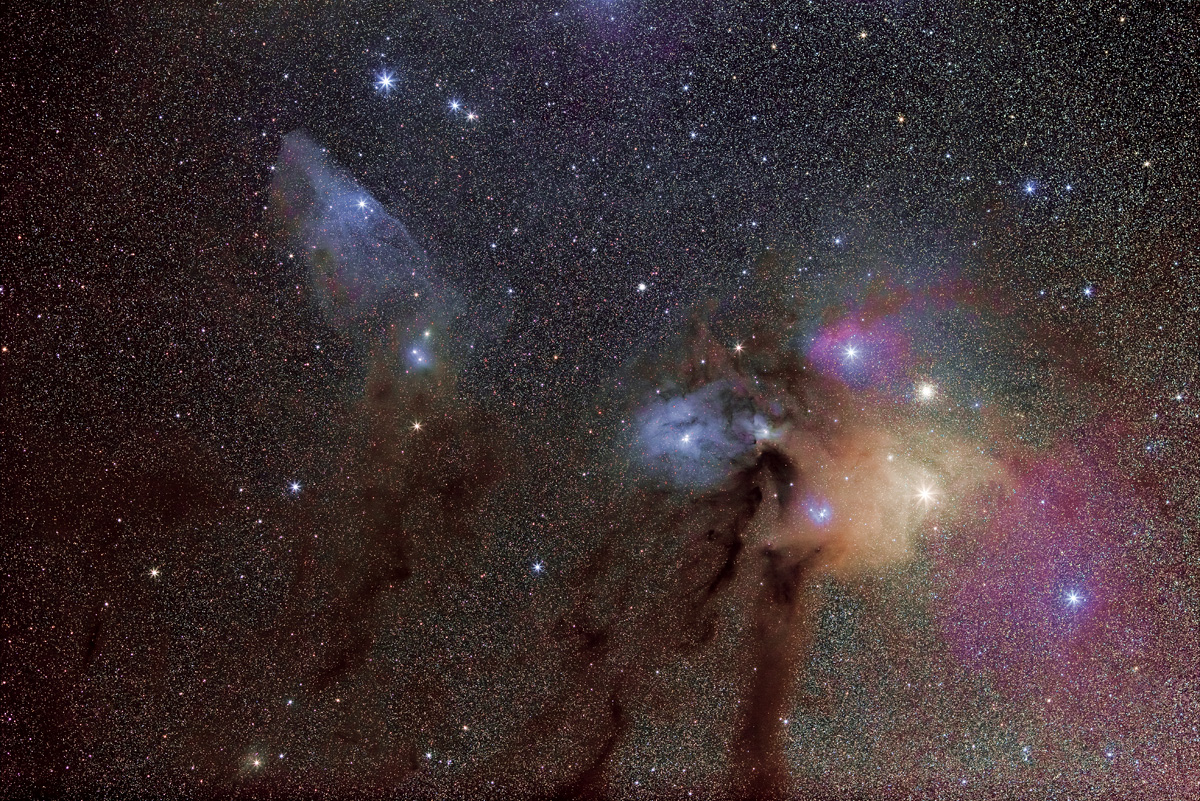
複合體周圍的可見光廣視野雲氣影像。
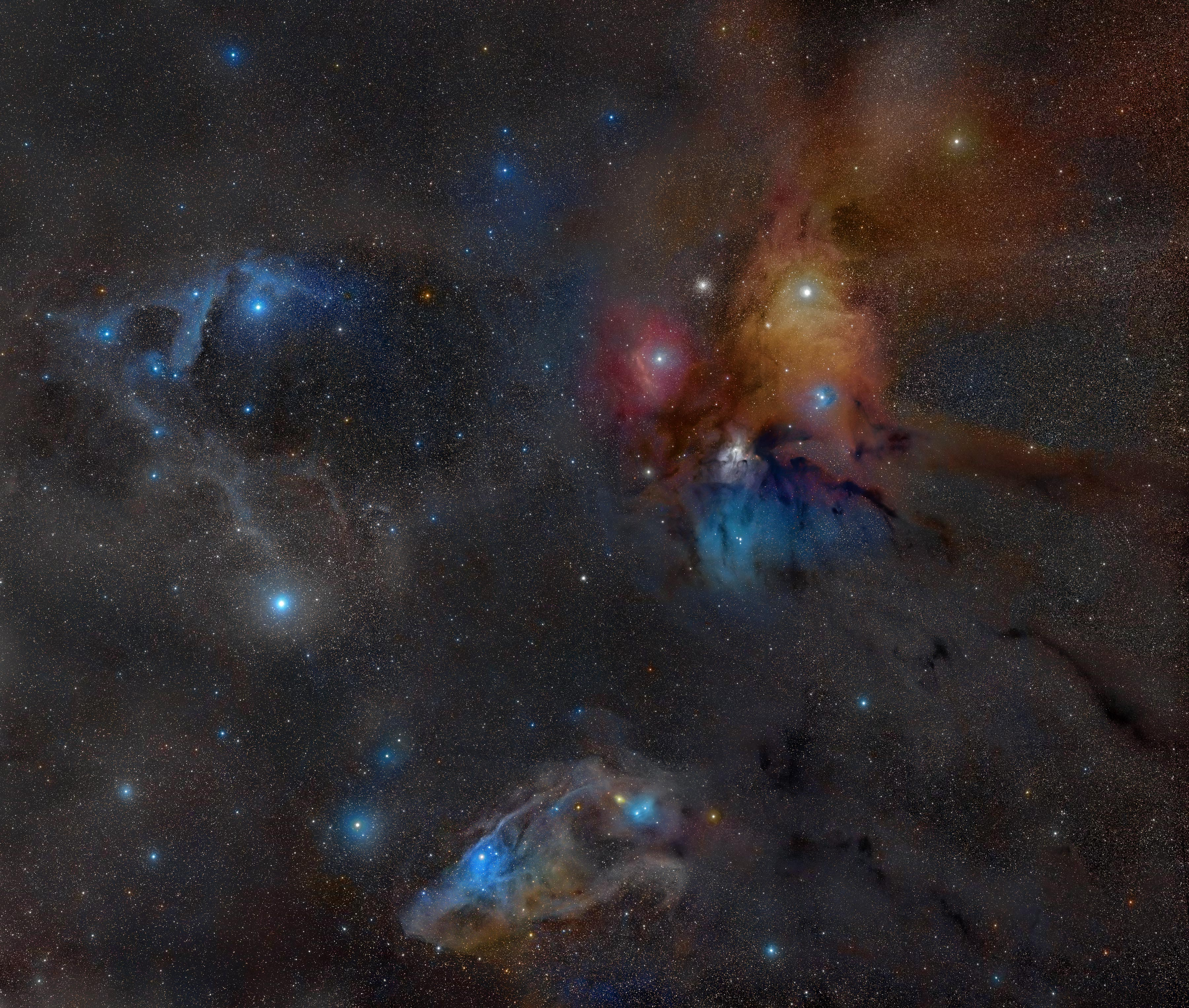
複合體內的聯星影像。

## 外部連結
- 每日一天文圖：
  - The Colorful Clouds of Rho Ophiuchi （页面存档备份，存于） 2007年9月3日
  - Young Stars in the Rho Ophiuchi Cloud （页面存档备份，存于） 2009年11月13日
  - Rho Ophiucus Wide Field （页面存档备份，存于） 2010年5月24日